# أوقف التنمر: تحدث
اوقف التنمر: تحدث هي حملة أطلقتها شبكة التليفزيون الأمريكية كرتون نت وورك لزيادة الوعي بقضايا التنمر وتشجيع العلاقات الإيجابية بين الطلاب. يتزامن البرنامج الخاص بحملة كرتون نت وورك لقضايا التنمر مع شهر أكتوبر وهو شهر منع التنمر القومي. تهدف الحملة إلي تشجيع شهود وضحايا التنمر علي «التحدث» والحصول على المساعدة  من المُعلم أو شخص مسؤول آخر. يتضمن برنامج الحملة عرض أفلامًا وثائقية، إعلانات الخدمة العامة، استخدام البرامج الحالية  لشبكة  نت وررك لنقل رسالة مكافحة  التنمر، إرشاد الأطفال والآباء والمُربين للوعي بالمصادر الأخرى لمشكلات التنمر والتعهد بمكافحة التنمر.